# Чеповський Роман Сергійович
Рома́н Сергі́йович Чепо́вський — лейтенант Міністерства внутрішніх справ України.
21 серпня 2014 року — за особисту мужність і героїзм, виявлені у захисті державного суверенітету та територіальної цілісності України, вірність військовій присязі під час російсько-української війни, відзначений — нагороджений орденом «За мужність» III ступеня.